# Malacothrix typica
Il topo gerbillo (Malacothrix typica Smith, 1834) è un roditore della famiglia dei Nesomiidi, unica specie del genere Malacothrix (Wagner, 1843), diffuso nell'Africa meridionale.

## Descrizione

### Dimensioni
Roditore di piccole dimensioni, con la lunghezza della testa e del corpo tra 65 e 95 mm, la lunghezza della coda tra 28 e 42 mm, la lunghezza del piede tra 16 e 26 mm, la lunghezza delle orecchie tra 18 e 22 mm e un peso fino a 20 g.

### Caratteristiche craniche e dentarie
Il cranio presenta un rostro sottile, un palato largo e una scatola cranica piccola e rotonda. Le radici dei denti masticatori sono molto lunghe. La costrizione inter-orbitale è pronunciata. Le arcate zigomatiche sono ampie. La bolla timpanica è di medie dimensioni, i fori palatali sono lunghi e grandi e si estendono posteriormente a circa metà del primo molare. Gli incisivi sono stretti. Il terzo molare superiore è ridotto.
Sono caratterizzati dalla seguente formula dentaria:

### Aspetto
La pelliccia è lunga, densa e setosa. Le parti superiori variano dal marrone chiaro al bruno-rossastro. Sono spesso presenti una striscia dorsale nerastra, una macchia scura sul capo e una su ogni anca. Lungo i fianchi sono visibili delle striature nerastre o marroni. Le parti inferiori e le zampe sono bianche. Le orecchie sono molto grandi e ricoperte di piccoli peli biancastri. Le zampe anteriori hanno 4 dita. I piedi sono allungati ed estremamente sottili ed hanno 4 dita, caratteristica unica tra i Muroidea. La pianta dei piedi è ricoperta di peli. La coda è molto corta, uniformemente biancastra e ricoperta densamente di peli. Le femmine hanno 2 paia di mammelle pettorali e 2 paia inguinali.

## Biologia

### Comportamento
È una specie terricola e notturna. Costruisce cunicoli che portano a camere situate a circa 60–120 cm di profondità. All'interno di esse sono presenti dei nidi di foglie e talvolta di piume d'uccelli. La terra di riporto dei tunnel scavati viene solitamente trasportata lontano dalle tane. Frequenta spesso percorsi tracciati dal bestiame, sentieri e strade sterrate. Torna solitamente al rifugio prima dell'alba.

### Alimentazione
Si nutre di semi e altre parti vegetali.

### Riproduzione
In Botswana è stata osservata una stagione riproduttiva durante i mesi più caldi e umidi dell'anno, da agosto a marzo. Le femmine danno alla luce 2-7 piccoli più volte l'anno, dopo una gestazione che varia da 22 a 35 giorni. Raggiungono la maturità sessuale dopo 51 giorni.

## Distribuzione e habitat
Questa specie è diffusa nell'Africa meridionale dall'Angola sud-occidentale al Lesotho occidentale.
Vive in savane e arbusteti aridi, deserti caldi e temperati.

## Tassonomia
Sono state riconosciute 6 sottospecie:
- M.t.typica: Province sudafricane del Capo orientale occidentale, Free State occidentale, Capo occidentale settentrionale, Capo settentrionale; Lesotho occidentale, Namibia meridionale;
- M.t.damarensis (Roberts, 1932): Namibia centrale;
- M.t.egeria (Thomas, 1926): Namibia settentrionale e Angola sud-occidentale;
- M.t.fryi (Roberts, 1917): Provincia sudafricana del nordovest;
- M.t.kalaharicus (Roberts, 1932): Botswana sud-occidentale;
- M.t.molopensis (Roberts, 1933): Botswana sud-orientale.

## Conservazione
La IUCN Red List, considerato che questa specie è ampiamente diffusa anche in aree protette e non appare al momento in declino, classifica M.typica come specie a rischio minimo (Least Concern).